# Agathis pedias
Agathis pedias är en stekelart som beskrevs av Nixon 1986. Agathis pedias ingår i släktet Agathis och familjen bracksteklar. Inga underarter finns listade i Catalogue of Life.